# Samantha Hall

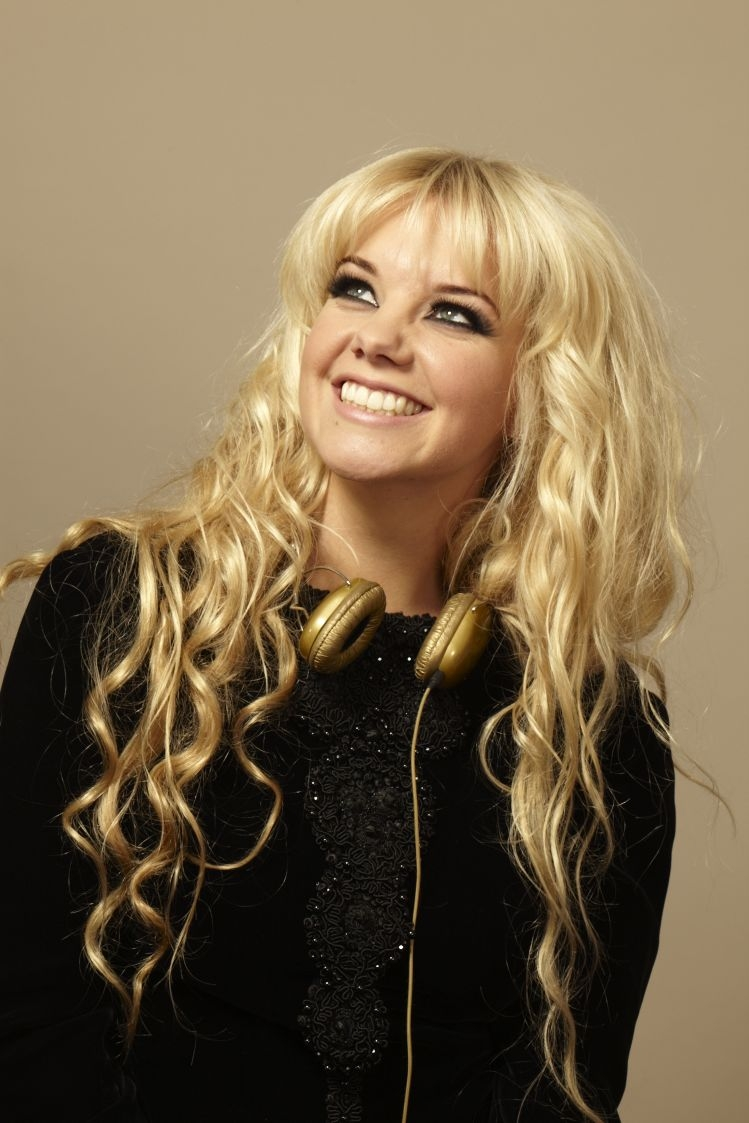
Goldierocks alias Samantha Hall (2011)

Samantha Louise „Sam“ Hall (* 30. Oktober 1984), Pseudonym Goldierocks, ist eine britische Moderatorin, Journalistin und DJ. Sie gestaltet The Selector, die weltweit bekannteste Sendung für neue Musik aus dem Vereinigten Königreich.

## Leben
Sam Hall wurde in Guildford, Grafschaft Surrey geboren. Sie studierte Drama & Theatre Arts am Goldsmiths College (Universität London). Ab 2004 legte sie bei den Rockfeedback’s showcase club nights in London auf und machte sich mit ihren theatralischen und engagierten Auftritten schnell einen Namen.
Am bekanntesten ist Sam Hall mittlerweile für ihre wöchentlich zweistündige Sendung The Selector. Das vom British Council produzierte Programm informiert über neue Musik auf der Insel, wird von einer Reihe von Radiostationen weltweit übernommen und von vielen Musikinteressierten online gehört. Das Programm deckt alle Genres der zeitgenössischen Musik ab und bindet Interviews und exklusive Live-Sessions mit britischen Newcomerbands ein. Hall moderierte auch die Spin-off-Dance-Show „Selector After Dark“, die in Mexiko, Südafrika und China ausgestrahlt wird.
Goldierocks moderierte bereits für Capital FM, BBC Radio 1 und eine Reihe von online-Shows: 2016 wurde Hall 'face of dance music' bei dem Londoner Radionetzwerk Capital FM und präsentierte seitdem die Sendung The Capital Weekender in der Nacht von Freitag auf Samstag. Die Sendung hat rund 8 Millionen Hörer. Im gleichen Jahr startete Hall ihre wöchentliche Sendung IO Project auf Pioneer DJ Radio. Hier handelt es sich um ein unabhängiges Programm, speziell für DJs.
Sam Hall legt auch bei vielen internationalen Festivals auf. Sie war auf dem Bestival, der Secret Garden Party, Latitude, Ibiza Rocks, Burning Man und Lake of Stars an den Plattentellern zu hören.